# Fargesia mairei
Fargesia mairei är en gräsart som först beskrevs av Eduard Hackel och Hand.-mazz., och fick sitt nu gällande namn av Tong Pei Yi. Fargesia mairei ingår i släktet bergbambusläktet, och familjen gräs. Inga underarter finns listade i Catalogue of Life.